# Сашо Пенов
Сашо Георгиев Пенов е български юрист, професор, доктор по право, декан на Юридическия факултет на Софийския университет за учебните от 2011 г. до 2019 г. Преподавател по финансово право и данъчно право; публикувал книги, учебници, както и студии и статии.
През 2022 г. е служебен министър на образованието в правителството на Гълъб Донев.
По времето на проф. Пенов се извършва значително обновление на Юридическия факултет на Софийския университет. Привличат се млади и перспективни членове на академичния състав и ежегодно се провеждат национални и международни научни и научно-практически конференции. Същевременно се извършва мащабно подобрение на библиотеката на Юридическия факултет, която е разширена, модернизирана, снабдена с повече от 1000 нови библиотечни книги.

## Биография
Сашо Пенов е роден на 27 юли 1960 г. в Михайловград. Завършва Юридическия факултет през 1986 г. Асистент е по финансово и данъчно право от 1987 г. Ръководител е на катедрата по административноправни науки от 2010 г.
Член на Консултативния съвет по законодателството при ХХХІХ (2001-2005) и ХL (2005-2009) народно събрание.
Той е член и председател на правния съвет при президента Георги Първанов (2002 – 2011). Известен е като адвокат на бизнесмена Михаил Михов – Мишо Бирата.